# Свистун Микола
Микола Свистун (псевдо: «Ясен», «Ворон», «Ярбей»; 1912 с. Ордів, нині Радехівського району, Львівська область — 8 грудня 1944, біля с. Обгів (тепер Соснівка), Дубенський район, Рівненська область) — український військовик, майор УПА, начальник штабу УПА-Південь.

## Життєпис
Народився 1912 у селі Ордів (тепер Радехівського району Львівської області).

У 1928 стає членом УВО, а з 1929 ОУН. У вересні 1933 заарештований польською поліцією та засуджений окружним судом у Золочеві навесні 1934 до 4 років ув'язнення. Вийшов на волю 3 січня 1936.
Протягом 1936–1939 років Свистун-«Ясен» — військовий референт повітового проводу ОУН Радехівщини, член бойової групи «Вовки».
20 березня 1939 важко поранений у перестрілці з польською поліцією біля рідного села Ордів, стрілявся, щоб не попастися живим, однак не загинув. Отримав 22 поранення, одна з куль пройшла через горло, прикидався німим до виходу на волю. Засуджений у серпні 1939 до довічного ув'язнення, вийшов на волю з початком війни у вересні 1939.
З 1940 по 1941 окружний провідник Сокальщини, учасник II-го Великого Збору ОУН в Кракові, окружний провідник Берестейщини (1941—1942).
Наприкінці 1943 року курінний Здолбунівського куреня Групи УПА «Богун» на півдні Волині, з травня 1944 заступник командира та шеф штабу УПА-Південь. У січні 1944 року цей курінь на 1.5 доби зайняв м. Острог. Був військовим комендантом Здолбунівського надрайону у 1943-1944 роках.
У квітні 1944 року очолив рейд «східних відділів» УПА у Кам'янець-Подільську, Вінницьку, Київську області. Підготовка до рейду тривала до березня 1944 року, коли на базі куреня «Ясена» та «Чорноморця» було розгорнуто з'єднання «Холодний Яр» чисельністю близько 1500—1800 вояків. 23 квітня 1944 року Микола Свистун очолив з'єднання УПА-Південь «Холодний Яр».
Командир бою під Гурбами. Підрозділи Миколи Свистуна та Семена Котика потрапили в оточення але 25 квітня 1944 року вирвалися з нього і добралися до Клеваньських лісів.
Учасник установчого з'їзду «Народно-визвольна революційна організація» (НВРО) 17-18 липня 1944 року біля с.Дермань Мізоцького району Рівненської області.
Підрозділи «Ясеня» (сотні «Вира», «Панька», «Короткого») з 29 липня по 15 листопада 1944 року перебували у рейді по Вінницькій області. Був призначений повідником 1 Київської округи.
Був поранений в бою зі спецгрупою НКВС 8 грудня 1944 року в лісі біля села Обгів (тепер Соснівка) Дубенського району Рівненської області. Щоб не потрапити у полон підірвав себе гранатою.
Першу могилу Миколи Свистуна зруйнували працівники НКВС, тоді повстанці вдруге її насипали і замінували. При повторній спробі зруйнувати могилу спрацювала міна і загинуло декілька працівників НКВС. Підвищений до рангу майора (посмертно).

## Цікавий факт
Микола Свистун був також талановитим співаком. Зберігся запис його виконання шлягера композитора Богдана Весоловського «Прийде ще час».

## Нагороди
- Згідно з Постановою УГВР від 8.10.1945 р. і Наказом Головного військового штабу УПА ч. 4/45 від 11.10.1945 р. майор УПА Микола Свистун — «Ясен» нагороджений Золотим хрестом бойової заслуги УПА 1 класу.
- Згідно з Постановою УГВР від 11.10.1952 р. і Наказом Головного військового штабу УПА ч. 3/52 від 12.10.1952 р. майор УПА Микола Свистун — «Ясен» вдруге нагороджений Золотим хрестом бойової заслуги УПА 1 класу.

## Вшанування пам'яті
- 14.10.2017 р. від імені Координаційної ради з вшанування пам'яті нагороджених Лицарів ОУН і УПА у м. Радехів Львівської обл. два Золоті хрести бойової заслуги УПА 1 класу (№ 007 та № 008) передані Софії Сарчук, племінниці Миколи Свистуна — «Ясена».